# Tz
Tz – łaciński dwuznak występujący w języku niemieckim. Oznacza dźwięk polskiego c, jako spółgłoska zwarto-szczelinowa dziąsłowa bezdźwięczna, w międzynarodowej transkrypcji fonetycznej IPA oznaczany symbolem [ts]. Podobnie jak z literą z.

## Użycie jako Unicode'u
| Znak | Unicode | Kod HTML | Nazwa unikodowa         | Nazwa polska            |
| ---- | ------- | -------- | ----------------------- | ----------------------- |
| Ꜩ    | U+A728  | &#42792; | LATIN CAPITAL LETTER TZ | Łacińska duża litera TZ |
| ꜩ    | U+A729  | &#42793; | LATIN SMALL LETTER TZ   | Łacińska mała litera tz |